# Diavetítő

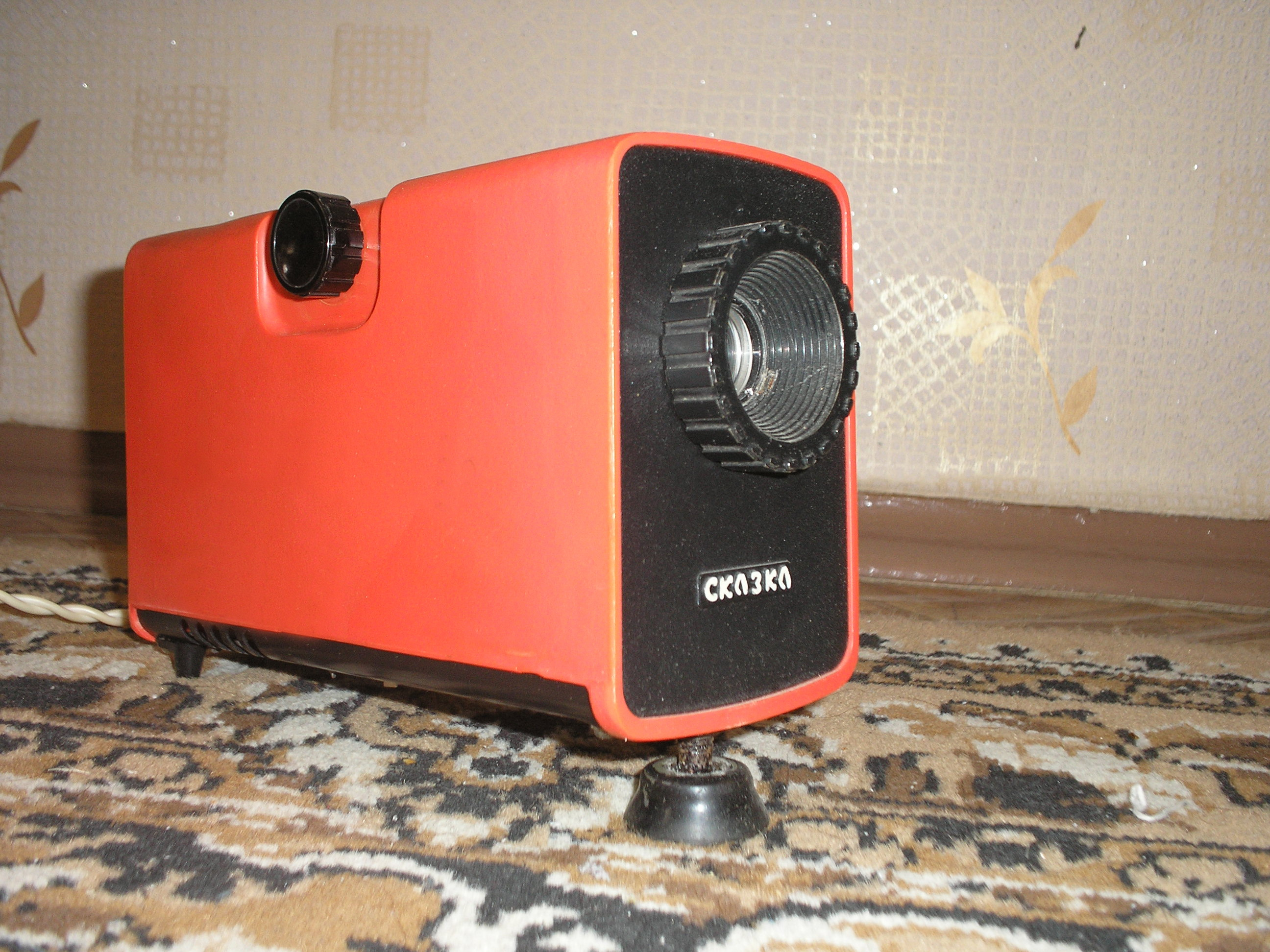
Orosz diavetítő (Сказка)

A diavetítő diaképek kivetítésére alkalmas vetítőberendezés. A diafilmvetítő gépet köznyelven „diavetítő”-nek is nevezik.

## Története
- Az őse a laterna magica volt. Magyarországon 1954-ben jelent meg az első elektromos fémházas diavetítő.

## Működési elve
„A diavetítőben a hátulról megvilágított diapozitívet a vetítőlencse képezi le az ernyőre. A tárgy egyenletes megvilágítását úgy valósítjuk meg, hogy az erős fényforrásból kibocsátott nyalábot egy gyűjtőlencserendszer (kondenzor) összegyűjti (a homorú gömbtükör az ellenkező irányba indulót is visszaveri). A diát közvetlenül a kondenzor elé helyezzük, hogy a teljes nyalábot felhasználjuk. Az objektívet oda helyezzük, ahol a fénynyaláb a legkisebb átmérőjű, így a legkisebb a leképezési hiba. A fókusztávolságokat ennek megfelelően kell megválasztani.”

## Fajtái

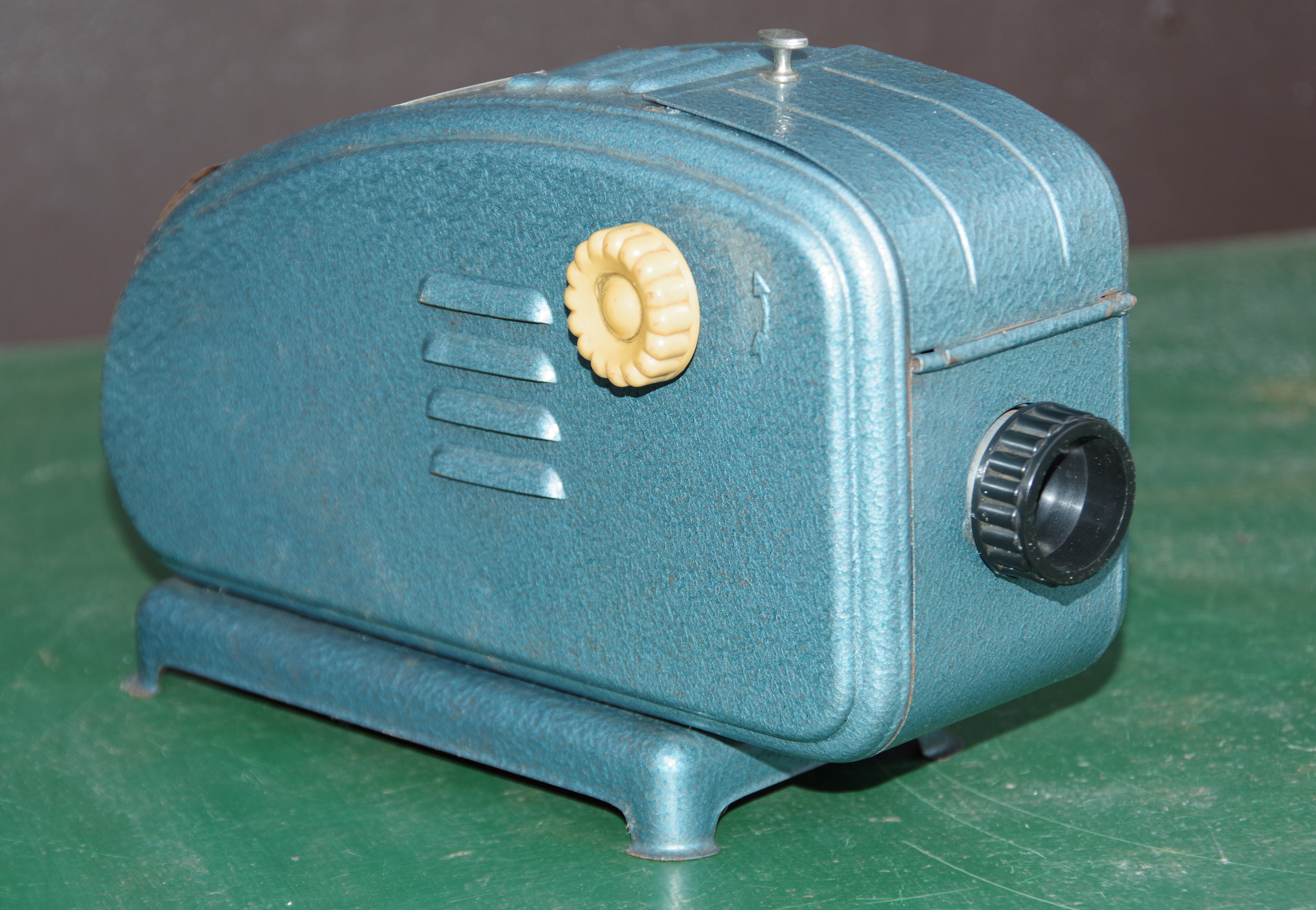
Magyar gyártmányú diavetítő

- Magyar gyártmányú diavetítőTípusát tekintve 24×36 mm vagy 60×60 mm-es diaformátumok, esetleg (cserélhető képkapu esetén) mindkettő vetítésére alkalmas.
- A diakép adagolása szerint léteznek manuális, félautomata, automata berendezések.

## Diafilmvetítők
A diafilm vetítőgép a fémsínbe fűzött diafilm kockánként való vetítésére alkalmas. A képélességet az objektívvel lehet szabályozni. A kézben is tartható, fémházas diavetítők könnyen túlmelegedtek, ezért idővel műanyagházzal, illetve műanyag alkatrészekkel látták el ezeket. Miközben a diafilmek beszerzése nem okozhat különösebb gondot, a diavetítőké annál inkább. A hagyományos orosz diavetítők elkoptak, ma már szinte élményszámba megy, ha valahol hozzájutunk egy használt készülékhez. Pár évvel ezelőtt Magyarországon is elkezdődött a gyártása, de a fővároson és néhány vidéki nagyvároson kívül szinte nem kapható.